# 群馬県立太田西女子高等学校
群馬県立太田西女子高等学校（ぐんまけんりつおおたにしじょしこうとうがっこう）は、かつて群馬県太田市下田島町に存在した県立高等学校。2007年3月に閉校。

## 概略
- 群馬県内公立高校では、唯一の家政科設置校である。
- 2005年度設立の群馬県立太田フレックス高等学校が同一敷地内にあり、太田西女子高等学校は同年度から新規募集を停止している。（太田フレックス高等学校は男女共学）

## 沿革
- 1948年（昭和23年）10月1日 - 群馬県立太田女子高等学校尾島分校として旧尾島町に開校。昼間定時制家政科を設置。
- 1960年（昭和35年）5月1日 - 現所在地に校舎移転。
- 1962年（昭和37年）4月1日 - 普通科を設置。
- 1965年（昭和40年） - 群馬県立尾島女子高等学校として分離独立。
- 1983年（昭和58年） - 現在の校名に変更。
- 2005年（平成17年）4月1日 - 群馬県立太田フレックス高等学校が敷地内に新設される。それに伴い、本校生徒の新規募集を停止。
- 2007年（平成19年）3月 - 閉校

## 最寄駅
- 東武伊勢崎線木崎駅徒歩10分。

## 付近
- とりせん下田島店